# Daphnopsis lagunae
Daphnopsis lagunae är en tibastväxtart som beskrevs av D.E. Breedlove, J.L. León de la Luz. Daphnopsis lagunae ingår i släktet Daphnopsis och familjen tibastväxter. Inga underarter finns listade i Catalogue of Life.